# Đấu tranh sinh học
Đấu tranh sinh học là việc sử dụng các thiên địch (sinh vật tiêu diệt sinh vật có hại), gây bệnh truyền nhiễm và gây vô sinh ở động vật gây hại nhằm hạn chế tác động gây hại của sinh vật gây hại.

## Các biện pháp đấu tranh sinh học

### Sử dụngthiên địchtiêu diệt sinh vật gây hại
Ở từng địa phương đều có những thiên địch gần gũi với con người như: mèo diệt chuột, gia cầm (gà, vịt, ngan, ngỗng) để tiêu diệt các loài sâu bọ, cua, ốc mang vật chủ trung gian. Chẳng hạn như: cá đuôi cờ, thằn lằn, cóc, sáo, cú ăn bọ gậy và ăn ấu trùng sâu bọ hoặc rắn sọc dưa, cắt, mèo rừng ăn chuột gây hại cho lúa. Ngoài ra, còn có các thiên địch đẻ trứng ký sinh vào sinh vật gây hại hay trứng của sâu hại, sử dụng vi khuẩn gây bệnh truyền nhiễm và gây vô sinh động vật gây hại.

### Sử dụng thiên địch đẻ trứng ký sinh vào sinh vật gây hại hoặc trứng của sâu hại
Cây xương rồng được nhập vào nhiều nước để làm bờ rào và thuốc nhuộm. Khi cây xương rồng phát triển quá mạnh, người ta đã sử dụng một loài bướm đêm từ Argentina. Bướm đêm đẻ trứng lên cây xương rồng, ấu trùng nở ra, ăn cây xương rồng.
Mặt khác, ong mắt đỏ đẻ trứng lên trứng sâu xám (trứng sâu hại ngô). Ấu trùng nở ra, đục và ăn trứng sâu xám.

### Sử dụngvi khuẩngây hại truyền cho sinh vật gây hại
Vào 1859, người ta nhập 12 đôi thỏ vào Úc. Đến 1900, số thỏ này lên đến vài trăm triệu con và trở thành động vật có hại. Người ta đã dùng vi khuẩn Myoma gây bệnh cho thỏ. Sau 10 năm chỉ với 1% số thỏ sống sót được miễn dịch, đã phát triển mạnh. Khi đó người ta đã phải dùng vi khuẩn Calixi thì thảm họa về thỏ mới cơ bản được giải quyết.

### Gây vô sinh diệt động vật gây hại
Ở miền Nam nước Mỹ, để diệt loài ruồi gây viêm loét ở da ở bò, người ta đã làm tuyệt sản ruồi đực. Ruồi cái không sinh đẻ được.

## Ưu điểm và hạn chế.

### Ưu điểm
Sử dụng đấu tranh sinh học đã mang lại những hiệu quả cao, tiêu diệt những loài sinh vật có hại, thể hiện nhiều ưu điểm so với thuốc trừ sâu, diệt chuột. Những loại thuốc này gây ô nhiễm môi trường, ô nhiễm rau, quả, ảnh hưởng xấu tới sinh vật có ích và sức khỏe con người, gây hiện tượng quen thuốc, giá thành còn cao.

### Hạn chế
Nhiều loài thiên địch được di nhập, vì không quen với khí hậu địa phương nên phát triển kém.
Ví dụ: kiến vống được sử dụng để diệt sâu hại lá cam, sẽ không sống được ở những địa phương có mùa đông quá lạnh. Thiên địch không diệt hết được sinh vật gây hại mà chỉ kìm hãm sự phát triển của chúng. Vì thiên địch thường có số lượng ít và sức sinh sản thấp, chỉ bắt được những con mồi yếu hoặc bị bệnh. Khi thiên địch kém phát triển hoặc bị tiêu diệt, sinh vật gây hại được miễn dịch, thì sinh vật gây hại lại tiếp tục phát triển.
Sự tiêu diệt loài sinh vật có hại này lại tạo điều kiện cho loài sinh vật khác phát triển.
Ví dụ: Để diệt loài cây cảnh Lantana có hại ở quần đảo Hawaii, người ta đã nhập 8 loài sâu bọ là thiên địch của loài cây cảnh này. Khi cây cảnh bị tiêu diệt, đã làm giảm số lượng chim sáo chuyên ăn cây cảnh, nên làm tăng số lượng sâu hại ruộng mía vốn là mồi của chim sáo. Kết quả là diệt được một loài cây cảnh có hại song sản lượng mía đã bị giảm sút nghiêm trọng.
Đối với nông nghiệp, chim sẻ vào đầu xuân, thu và đông, ăn lúa, thậm chí ở nhiều vùng còn ăn cả mạ mới gieo. Vậy chim sẻ là chim có hại. Về mùa sinh sản, cuối xuân đầu hè, chim sẻ ăn nhiều sâu bọ có hại cho nông nghiêp. Vậy là chim sẻ có ích..
Qua thực tế, có một giai đoạn Trung Quốc tiêu diệt chim sẻ (vì cho rằng chim sẻ có hại), nên đã bị mất mùa liên tiếp trong một số năm. Thực tế đó đã chứng minh chim sẻ là chim có ích cho nông nghiệp.
- Kiến thức cần nhớ: Biện pháp đấu tranh sinh học bao gồm cách sử dụng những thiên địch, gây bệnh truyền nhiễm và gây vô sinh cho động vật gây hại, nhằm hạn chế tác động của sinh vật gây hại, sử dụng đấu tranh sinh học có nhiều ưu điểm hơn so với thuốc trừ sâu.Tuy nhiên đấu tranh sinh học cũng có những hạn chế cần khắc phục.